# Lista över offentlig konst i Eskilstuna kommun
Lista över offentlig konst i Eskilstuna kommun är en förteckning över utomhusplacerad offentlig konst i Eskilstuna kommun.

## Eskilstuna
| Titel                                                                        | Konstnär(er)                     | Årtal                                                                   | Beskrivning                      | Typ - material                    | Plats Koordinater                                                               | Bild                              |
| ---------------------------------------------------------------------------- | -------------------------------- | ----------------------------------------------------------------------- | -------------------------------- | --------------------------------- | ------------------------------------------------------------------------------- | --------------------------------- |
| Smederna                                                                     | Allan Ebeling                    | 1959                                                                    |                                  | brons                             | Nybrogatan/Rademachergatan, Fristadstorget 59.37157, 16.51439                   | Smederna                          |
| Pin Point                                                                    | Olov Tällström                   | 2014                                                                    |                                  | rostfritt stål                    | Fristadstorget 59.37113, 16.51424                                               | Pin Point                         |
| Bulldoggar                                                                   | Carl Fagerberg                   | 1916                                                                    |                                  | relief - granit                   | Fristadstorget 2 59.37135, 16.51489                                             | Bulldoggar                        |
| Gås                                                                          | Knut-Erik Lindberg               | 1954                                                                    |                                  | brons                             | Rademachergatan 6 59.37078, 16.51689                                            | Gås                               |
| Relief av yrkesmän                                                           | Carl Fagerberg                   | 1915                                                                    |                                  | relief - granit                   | Fristadstorget 5 59.37043, 16.51428                                             | Relief av yrkesmän                |
| Dragkamp                                                                     | Axel Wallenberg                  | 1933 (uppsatt 1954)                                                     |                                  | relief - brons                    | Fristadstorget 5 59.37043, 16.51428                                             | Dragkamp                          |
| Arbetets ära och glädje                                                      | Ivar Johnsson                    | 1942                                                                    |                                  | fontän - ekebergsmarmor, granit   | Fristadstorget 59.37036, 16.51346                                               | Fler bilder                       |
| Motiv ur Eskilstunas historia                                                | Stig Blomberg                    | 1951                                                                    |                                  | kalkstensrelief                   | Kungsgatan 17 59.3706, 16.51308                                                 | Motiv ur Eskilstunas historia     |
| Näringar                                                                     | Knut-Erik Lindberg               | 1951                                                                    |                                  | granitrelief                      | Kungsgatan 16 59.37074, 16.51323                                                | Näringar                          |
| Manifestation                                                                | Alf Olsson                       | 1993                                                                    |                                  | Corténplåt                        | Stadshusets gård, Nygatan 59.36985, 16.51285                                    | Manifestation                     |
| Torgmadam Även känd som: Torgdam                                             | Rune Hannäs                      | 1982                                                                    |                                  | brons                             | Kungsgatan 21 59.37095, 16.51215                                                | Torgmadam                         |
| Tecken                                                                       | Bengt Amundin                    | 1967                                                                    |                                  | Brons                             | Stadsbiblioteket, Kriebsensgatan 4 59.37236, 16.51289                           | Tecken                            |
| Text                                                                         | Bengt Amundin                    | 1965                                                                    |                                  | brons                             | Stadsbibliotekets entré, Kriebsensgatan 4 59.37257, 16.51273                    | Text                              |
| Myrorna                                                                      | Knut Erik Lindberg               | 1964                                                                    |                                  | brons                             | Stadsbiblioteket, Kriebsensgatan 4, innergård 59.37255, 16.51219                | Myrorna                           |
| Kurir                                                                        | Allan Ebeling                    | 1965                                                                    |                                  | gjutjärnsrelief                   | Rademachergatan 14 59.37183, 16.51361                                           | Kurir                             |
| Dansös                                                                       | Åke Jönsson                      | 1951                                                                    |                                  | brons                             | Teatern, J A Selandersgatan 5 59.3731, 16.51243                                 | Dansös                            |
| Väggen och jag                                                               | Niklas Mulari                    | 2009                                                                    |                                  | relief - plåt och akrylfärg       | Arkivhuset, Drottninggatan 59.37337, 16.51128                                   | Väggen och jag                    |
| Olympens sol                                                                 | Uno Lindberg                     | 1955                                                                    |                                  | emaljrelief                       | Sporthallen, huvudentrén. Hamngatan 15 59.37385, 16.5103                        | Olympens sol                      |
| J. A. Selander                                                               | Richard Brixel                   | 2005                                                                    | Johannes Anton Selander          | brons                             | Vid rondell. J A Selandergatan 1 59.37263, 16.51474                             | J. A. Selander                    |
| Profilen                                                                     | Sivert Lindblom                  |                                                                         |                                  | brons                             | Nybroplan 59.3728, 16.51518                                                     | Profilen                          |
| Strukturspiral                                                               | Takashi Naraha                   | 1993                                                                    |                                  | granit                            | Rondellen korsningen Kyrkogatan/Kungsgatan 59.36951, 16.51736                   | Strukturspiral                    |
| Dansen                                                                       | Carl Eldh                        | 1953                                                                    |                                  | brons                             | Smörparken/Smörtorget 59.36938, 16.51859                                        | Dansen                            |
| Den gode herden                                                              | Erik Sand                        | 1955                                                                    |                                  | relief - marmor                   | Kyrkogatan 5 59.36822, 16.51584                                                 | Den gode herden                   |
| Sankt Eskil                                                                  | Erik Sand                        | 1959                                                                    |                                  | relief - marmor                   | Kyrkogatan 5 59.36818, 16.516                                                   | Sankt Eskil                       |
| Lodjur                                                                       | Jussi Mäntynen                   | 1954                                                                    |                                  | brons                             | Nygatan 5 59.36889, 16.51463                                                    | Lodjur                            |
| Omvänd fiskare                                                               | Roland Haeberlein                | 1992                                                                    |                                  | betong                            | Värjan, Alva Myrdals gata 5, innergård 59.36823, 16.51111                       | Omvänd fiskare                    |
| Lisa                                                                         | Sven Lundqvist                   | 1992                                                                    |                                  | brons                             | Värjan, Alva Myrdals gata 5, innergård 59.36844, 16.51141                       | Lisa                              |
| Kuben                                                                        | Osmo Valtonen                    |                                                                         |                                  | glas                              | Järnvägsplan 59.36943, 16.50719                                                 | Kuben                             |
| Rinmanmonumentet Även känd som: Monument över fristadsdirektören Sven Rinman | Jacob Wilhelm Gerss Axel Nyström | 1832 (ombyggd 1921)                                                     | Monument över Sven Rinman        | tackjärn                          | Rinmansparken 59.37279, 16.50371                                                | Rinmanmonumentet                  |
| Den fria viljan                                                              | Monika Gora                      | 2014                                                                    |                                  | ljusinstallation - Polyeten plast | Rinmansparken 59.37289, 16.50384                                                | Den fria viljan                   |
| Modersstolthet                                                               | Jussi Mäntynen                   | 1955                                                                    |                                  | granit                            | Rinmansskolan, utanför huvudentré. Gredbyvägen 1 59.37218, 16.50265             | Modersstolthet                    |
| Abstrakt relief                                                              | Knut Erik Lindberg               | 1954                                                                    |                                  | relief - aluminium                | Rinmansskolan, fasaden på hus 1, Gredbyvägen 1 59.37164, 16.50129               | Abstrakt relief                   |
| Okänd titel                                                                  | Klaus Koivula                    | 1998                                                                    |                                  | plåt                              | Rinmansparken 59.37371, 16.50247                                                |                                   |
| Ikaros                                                                       | Hans Lindh                       | 1988                                                                    |                                  | rostfri plåt och rostfritt stål   | Eskilstuna Energi & Miljö AB, Kungsgatan 86 59.37923, 16.49529                  | Ikaros                            |
| Hon som fångade Blixten                                                      | Richard Brixel                   | 2001                                                                    |                                  | brons                             | Eskilstuna Energi & Miljö AB, Kungsgatan 86 59.37971, 16.49319                  | Hon som fångade Blixten           |
| Stora plankan                                                                | Bengt Göran Broström             | 1985                                                                    |                                  | trä                               | Rinmansgatan 2 59.38179, 16.50077                                               | Stora plankan                     |
| Hemligheten                                                                  | Kent Karlsson                    | 2007                                                                    |                                  | skulptur - planglas               | Edvin Nyströms plats, Portgatan 2 59.37782, 16.51107                            | Hemligheten                       |
| Anamorf                                                                      | David Svensson                   | 2009                                                                    |                                  | ljusinstallation - neonljus       | Under Munktellbron 59.37642, 16.50888                                           | Anamorf                           |
| Johan Theofron Munktell                                                      | Mats Lodén                       | 2005                                                                    | Avbildar Johan Theofron Munktell | brons                             | Munktellmuseets entré, Munktelltorget 59.37651, 16.50967                        | Johan Theofron Munktell           |
| Vingspel II                                                                  | Bo Englund                       | 1987, uppsatt 1990                                                      |                                  | brons                             | Stadsparken 59.37441, 16.51576                                                  | Vingspel II                       |
| Morgon                                                                       | Ivar Johnsson                    | 1942, tidigare vid Arbetets ära och glädje, sedan 2015 på Strömsholmen. |                                  | granit                            | Strömsholmen 59.37446, 16.51291                                                 | Morgon                            |
| Afton                                                                        | Ivar Johnsson                    | 1942, tidigare vid Arbetets ära och glädje, sedan 2015 på Strömsholmen. |                                  | granit                            | Strömsholmen 59.37439, 16.51321                                                 | Afton                             |
| Guds hand                                                                    | Carl Milles                      | 1954                                                                    |                                  | brons                             | Stadsparken 59.37299, 16.51792                                                  | Guds hand                         |
| Stjärnberget                                                                 | Gunilla Bandolin                 | 2014                                                                    |                                  | granit                            | Holmen, Stadsparken 59.37175, 16.51964                                          | Stjärnberget                      |
| Jona och valfisken                                                           | Carl Milles                      | 1950                                                                    |                                  | brons                             | Klosters kyrka, Strandgatan 59.37451, 16.51836                                  | Jona och valfisken                |
| Fågel i flykt                                                                | Birger Boman                     | 1977                                                                    |                                  | trä och brons                     | Klosters församlingshem, Östergatan 6 59.37498, 16.51954                        | Fågel i flykt                     |
| Sankt Eskil                                                                  | Okänd                            |                                                                         |                                  | förgylld brons                    | Slottsbacken, Klostergatan 7 59.37239, 16.52538                                 | Sankt Eskil                       |
| Familjemotiv med ett ridande barn                                            | David Wretling                   | 1949                                                                    |                                  | relief - granit                   | Slottsskolan, Klostergatan 8 59.37236, 16.52771                                 | Familjemotiv med ett ridande barn |
| Eskilstuna huus                                                              | Allan Ebeling                    | 1949                                                                    |                                  | stenmosaik                        | Slottsskolan, Klostergatan 8 59.37233, 16.52703                                 | Eskilstuna huus                   |
| Fontänen                                                                     | Sofia Sundberg                   | 2007                                                                    |                                  | blandade material                 | Brandstationen, Sundbyvägen 2. 59.37581, 16.52625                               | Fontänen                          |
| Rörelse                                                                      | Per Hammarström                  |                                                                         |                                  | mosaik                            | 2 rondeller, Västergatan 59.37665, 16.51975                                     | Rörelse                           |
| Skulpturmiljö                                                                | Sivert Lindblom                  | 1973                                                                    |                                  | trä och betong                    | Årbyparken, mellan hus. 59.38245, 16.51744                                      | Skulpturmiljö                     |
| Katt                                                                         | Karl-Gunnar Lindahl              | 1968                                                                    |                                  | brons                             | Årbyskolan, Magistervägen 20 59.38162, 16.52587                                 | Katt                              |
| Tomas Gustafson                                                              | Tomas Qvarsebo                   | 1990                                                                    | Tomas Gustafson                  | brons                             | Isstadion, Kjulavägen 70 59.37261, 16.5496                                      | Tomas Gustafson                   |
| Djurgårdsliv                                                                 | Göran Haglund                    | 1968                                                                    |                                  | relief - järn                     | Djurgårdsskolan, Skogsvaktarvägen 1 59.36563, 16.53747                          | Djurgårdsliv                      |
| Sittande lejon                                                               | Lars-Olof Loeld                  | 1978                                                                    |                                  | kalksten                          | Mälarsjukhuset, innergård. Kungsvägen 59.36287, 16.53601                        | Sittande lejon                    |
| Lyckan                                                                       | Sven Lundqvist                   | 1978                                                                    |                                  | kalksten                          | Mälarsjukhuset 59.36349, 16.53611                                               | Lyckan                            |
| Måsar                                                                        | Inga Hellman Karl-Gunnar Lindahl | 1978                                                                    |                                  | brons                             | Mälarsjukhuset 59.36199, 16.53439                                               | Måsar                             |
| Komposition i emalj                                                          | Bror Marklund                    | 1975                                                                    |                                  | emalj och plåt                    | Mälarsjukhuset 59.3621, 16.53434                                                | Komposition i emalj               |
| Naturen uppåt väggarna                                                       | Bo Lindholm                      | 1986                                                                    |                                  | emalj                             | Djurgårdens äldreboende 59.36424, 16.53678                                      | Naturen uppåt väggarna            |
| Kottar och frön                                                              | Allan Runefelt                   | 1973                                                                    |                                  | sten                              | Mälarsjukhuset, barnpsykiatriska avdelningen 59.36344, 16.54048                 | Kottar och frön                   |
| Sankt Eskil                                                                  | Sven Lundqvist                   | 1964                                                                    |                                  | brons                             | Fors kyrkopark 59.36766, 16.51627                                               | Sankt Eskil                       |
| Flicka med gloria                                                            | Carl Eldh                        | 1921, uppsatt 1953                                                      |                                  | brons                             | Eskilsparken 59.36399, 16.52057                                                 | Flicka med gloria                 |
| Öga för Eskilstuna                                                           | Hanna Stahle                     | 2014                                                                    |                                  | rostfritt stål                    | Köpmangatan/Stenborgsgatan, vid Järnvägsbron 59.36624, 16.5176                  | Öga för Eskilstuna                |
| Venus                                                                        | Eric Grate                       | 1981                                                                    |                                  | brons                             | Servicehuset Strigeln, Köpmangatan 14 59.36361, 16.51491                        | Venus                             |
| Stående kvinna                                                               | Wilhelm Gieseke                  | 1961                                                                    |                                  | brons                             | Stenkvistavägen/Rosenhällsgatan 59.36034, 16.51487                              | Stående kvinna                    |
| Häst och pojke                                                               | Ernst Nordin                     | 1981                                                                    |                                  | brons                             | Tunagården, Svante Lundkvists väg 2 59.35841, 16.5267                           | Häst och pojke                    |
| Stadsrådet Svante Lundkvist                                                  | Sven Lundqvist                   |                                                                         | Svante Lundkvist                 | brons                             | Tunagården, huvudentré. Svante Lundkvists väg 2 59.35799, 16.52631              | Stadsrådet Svante Lundkvist       |
| Fjärilen                                                                     | Alf Olsson                       | 1977                                                                    |                                  | relief - emalj                    | Skogsängsskolan, Vasavägen 33 59.35537, 16.51581                                | Fjärilen                          |
| Drake                                                                        | Sixten Haage                     | 1970                                                                    |                                  | polyesterplast                    | Skogsängsskolan, Vasavägen 33 59.35488, 16.51604                                | Drake                             |
| Solen i dig                                                                  | Backa Carin Ivarsdotter          | 2014                                                                    |                                  | brons                             | Åbackens vård- och omsorgsboende, Ådalsvägen 6A 59.35964, 16.50675              | Solen i dig                       |
| Stålforsen                                                                   | Allan Ebeling                    | 1964                                                                    |                                  | rostfritt stål                    | Stålforsskolan, huvudentré. Gillbergavägen 5 59.3616, 16.50473                  | Stålforsen                        |
| Rasande balans                                                               | Arne Jones                       | 1967                                                                    |                                  | lättmetall                        | Stålforsskolan, Gillbergavägen 5 59.3617, 16.50434                              | Rasande balans                    |
| Drömmar                                                                      | Annika Oskarsson                 | 2011                                                                    |                                  | metall/konstgräs/gummi            | Gamla konstmuseiparken, Kyrkogatan 9 59.36462, 16.51229                         | Drömmar                           |
| Katter                                                                       | Ulla Kraitz Gustav Kraitz        | 2011                                                                    |                                  | granit och brons                  | Gamla museiparken, Kyrkogatan 9 59.36491, 16.51281                              | Katter                            |
| Sommarlov                                                                    | Knut-Erik Lindberg               | 1951                                                                    |                                  | keramik                           | Västra Tunagatan 1, Nyforsskolan, gaveln mot Tegelbruksgatan 59.36514, 16.50821 | Sommarlov                         |
| Naken man                                                                    | Bengt Inge Lundqvist             | 1956                                                                    |                                  | brons                             | Järntorget 59.36631, 16.50895                                                   | Naken man                         |
| Kraka                                                                        | Gustaf Nordahl                   | 1949                                                                    |                                  | brons                             | Järntorget 59.36629, 16.50839                                                   | Kraka                             |
| Fotbollsspelare                                                              | Allan Ebeling                    | 1948                                                                    |                                  | brons                             | Björktorpsskolan, huvudentré. Björktorpsgatan 1 59.36607, 16.50125              | Fotbollsspelare                   |
| Kronlyran                                                                    | Axel Nordell                     | 1977                                                                    |                                  | Plast                             | Daghemmet, Kronans förskola, Krongatan 4. 59.36613, 16.49628                    | Kronlyran                         |
| Kompositioner                                                                | Gösta Dagermark                  | 1970                                                                    |                                  | emalj                             | Rekarneskolan, Krongatan 6, innergård 59.36502, 16.49346                        | Kompositioner                     |
| Vegetation                                                                   | Barbro Lindh                     | 1970                                                                    |                                  | emalj                             | Rekarneskolan, Krongatan 6, innergård 59.3649, 16.49471                         | Vegetation                        |
| Yxmannen                                                                     | Eric Grate                       | 1981                                                                    |                                  | brons                             | Rekarneskolan, huvudentré. Krongatan 6 59.36566, 16.49333                       | Yxmannen                          |
| Kvinna med ymnighetshorn                                                     | Per Hasselberg (möjligen)        | 1895                                                                    |                                  | gjutjärn                          | Smörtorget/Smörbergsparken 59.36953, 16.51813                                   | Kvinna med ymnighetshorn          |
| Faun och nymf                                                                | Göran Strååt                     | 1959                                                                    |                                  | brons                             | Fröslunda centrum 59.35586, 16.49922                                            | Faun och nymf                     |
| Vattenstege                                                                  | Hans Lindh                       | 1991                                                                    |                                  | Rostfritt stål                    | Lagersberg, Borgmästaregatan (mitt emot Lagersbergsparken) 59.35293, 16.47799   | Vattenstege                       |
| Björnar                                                                      | Ernst Nordin                     | 1977                                                                    |                                  | vindflöjel - plåt                 | Lagersberg, Lagrådsgatan, vid förskolan. 59.35286, 16.46933                     | Björnar                           |
| Kaniner                                                                      | Ernst Nordin                     | 1977                                                                    |                                  | vindflöjel - plåt                 | Lagersberg, Lagrådsgatan, vid förskolan. 59.35263, 16.46977                     | Kaniner                           |
| Draken                                                                       | Ulf Sucksdorff                   | 1980                                                                    |                                  | betong, polykrom asfalt           | Lagersbergsskolan, Fogdegatan 1 59.3536, 16.48005                               | Draken                            |
| Silverflammor                                                                | Barbro Lindh                     | 1992                                                                    |                                  | svetsat rostfritt stål            | Råbergstorp, Fröslundavägen/Assessorsgatan. 59.35492, 16.48074                  | Silverflammor                     |
| Regnbåge                                                                     | Hans Lindh                       | 1992                                                                    |                                  | målning                           | Lagersberg, Borgmästaregatan 59.35301, 16.48133                                 | Regnbåge                          |
| Kulan                                                                        | Hans Lindh                       | 1991                                                                    |                                  | betong och rostfritt stål         | Lagersberg, gård. Borgmästaregatan/Ladugårdsgatan 10-12 59.35314, 16.47153      | Kulan                             |
| Väderlek                                                                     | Hans Lindh                       | 1992                                                                    |                                  | målning                           | Lagersberg, Ladugårdsgatan 12 59.35345, 16.46988                                | Väderlek                          |
| Speedway                                                                     | Bie Norling                      |                                                                         |                                  | zink                              | Rondell, Granskogsgatan 59.36986, 16.48981                                      | Speedway                          |
| Sportens idé                                                                 | Knut Erik Lindberg               | 1951                                                                    |                                  | relief - koppar                   | Lundbyskolan, Hörnedalsgatan 1 59.37478, 16.48092                               | Sportens idé                      |
| Till träd igen                                                               | Rolf O. Eriksson                 | 1994                                                                    |                                  | trä                               | Postkontoret, Björksgatan 5 59.37776, 16.49947                                  | Till träd igen                    |
| Kvinna med barn                                                              | Sam Westerholm                   | 1990                                                                    |                                  | brons                             | Ekeby vårdcentral 59.37577, 16.45272                                            | Kvinna med barn                   |
| Mansfigur och pelikan                                                        | Allan Ebeling                    | 1968                                                                    |                                  | rostfritt stål                    | Minneslunden, S:t Eskils kyrkogård 59.37165, 16.43961                           | Mansfigur och pelikan             |
| Klotet                                                                       | Bengt Persson                    |                                                                         |                                  | sten                              | S:t Eskils kyrkogård 59.37173, 16.43824                                         | Klotet                            |
| Källans överflöd                                                             | Thord Alvholm                    | 1970                                                                    |                                  | fontän - koppar, betong           | Gamla Brunnsparken, Albanovägen 5-7 59.38721, 16.43447                          | Källans överflöd                  |
| Näckrosen                                                                    | Knut Erik Lindberg               | 1971                                                                    |                                  | gjutjärn                          | Gamla Hemlaås servicehus, Lillvägen 8 59.3996, 16.41263                         | Näckrosen                         |
| Grisar                                                                       | Ernst Nordin                     | 1977                                                                    |                                  | vindflöjel - plåt                 | Förskolan, infart. Norrvallavägen 5 59.39009, 16.49473                          | Grisar                            |
| Ugglor                                                                       | Ernst Nordin                     | 1977                                                                    |                                  | vindflöjel - plåt                 | Förskolan, höger sida vid grind. Norrvallavägen 5 59.38994, 16.49317            | Ugglor                            |
| Malangan                                                                     | Lenny Clarhäll                   | 1997                                                                    |                                  | brons                             | Slagstaparken 59.39405, 16.48937                                                | Malangan                          |
| Harlekin                                                                     | Allan Ebeling                    | 1973                                                                    |                                  | stål                              | Slagstaskolan, Majtunagatan 2 59.39494, 16.49176                                | Harlekin                          |
| Faster                                                                       | Liss Eriksson                    | 1987                                                                    |                                  | brons                             | Måsta äng, Måstaängsvägen 2 59.3925, 16.50468                                   | Faster                            |
| Ungdom                                                                       | Christian Eriksson               | 1886                                                                    |                                  | brons                             | Måsta äng, Måstaängsvägen 2 (innergården) 59.3925, 16.50468                     | Ungdom                            |
| Stegen                                                                       | Karl Gustaf Nilson               | 2003                                                                    |                                  | rostfri plåt                      | Rondell Eskilstunavägen/Västerleden (Glömsta). 59.40654, 16.4804                | Stegen                            |
| Sländan                                                                      | Knut Erik Lindberg               | 1976                                                                    |                                  | järnplåt                          | Skiftingehus skola, Karl Hovbergsgatan 43-45 59.38971, 16.53908                 | Sländan                           |
| Familjen och genesis                                                         | Bo Englund                       | 1977                                                                    |                                  | brons                             | Skiftingehus skola, Karl Hovbergsgatan 43-45 59.3891, 16.54017                  | Familjen och genesis              |
| De fem sinnena                                                               | Thord Alvholm                    | 1975                                                                    |                                  | emalj                             | Skiftingehus skola, Karl Hovbergsgatan 43-45 59.38974, 16.54135                 | De fem sinnena                    |
| Solen                                                                        | Gösta Haglund                    | 1975                                                                    |                                  | emalj                             | Skiftingehus skola, höger sida. Karl Hovbergsgatan 43-45 59.38976, 16.54132     | Solen                             |
| Leksint                                                                      | Sonja Petterson                  | 1967                                                                    |                                  | brons                             | Eddavägen 3-5, Gård. Ärsta 59.39296, 16.5335                                    | Leksint                           |
| Polybas                                                                      | Hans Winberg                     | 1967                                                                    |                                  | aluminium                         | Eddavägen 17-21, Gård. 59.39461, 16.53684                                       | Polybas                           |
| Regnbågen                                                                    | Alf Olsson                       | 1977                                                                    |                                  | cortenplåt                        | Ärstavägen/Mälarvägen 59.39566, 16.54234                                        | Regnbågen                         |
| Rumphuggen katt                                                              | Erik Höglund                     |                                                                         |                                  | trä                               | Daghemmet, utanför 1:an. Ekängsgatan 2 koordinater saknas                       |                                   |

## Parken Zoo, Eskilstuna
| Titel                                                | Konstnär(er)       | Årtal              | Beskrivning      | Typ - material    | Plats Koordinater                                         | Bild                        |
| ---------------------------------------------------- | ------------------ | ------------------ | ---------------- | ----------------- | --------------------------------------------------------- | --------------------------- |
| Ju mer vi är tillsammans                             | Herman Reijers     | 1988               |                  | brons             | Flackstavägen 59.37326, 16.48249                          | Ju mer vi är tillsammans    |
| Ungdom                                               | Carl Eldh          | 1911, uppsatt 1958 |                  | brons             | Flackstavägen 59.37335, 16.48278                          | Ungdom                      |
| Smeden                                               | Michail Katz       | 1990               |                  | betong            | Flackstavägen samt Alvägen 59.37345, 16.48273             | Smeden                      |
| Lena                                                 | Gustav Nordahl     | 1948               |                  | brons             | Flackstavägen 59.37288, 16.48175                          | Lena                        |
| Fåglarna                                             | Uno Lindberg       | 1951               |                  | glasfönster       | Flackstavägen 59.37314, 16.48398                          | Fåglarna                    |
| Tre portar                                           | Vide Jansson       | 1978               |                  | trä               | Flackstavägen 59.373, 16.48297                            | Tre portar                  |
| Dansen                                               | Knut Erik Lindberg | 1951               |                  | relief - järn     | Entrén till "Pingvinen", Flackstavägen 59.37288, 16.48357 | Dansen                      |
| Efter vinter kommer vår                              | Eva Lange          | 1974               |                  | brons             | Flackstavägen 59.37286, 16.48301                          | Efter vinter kommer vår     |
| I alla väderstreck Även känd som: I fyra väderstreck | Per Olov Ultvedt   | 1998               |                  | terrazzo          | Flackstavägen 59.37277, 16.48274                          | I alla väderstreck          |
| Hjalmar Branting                                     | Carl Eldh          | 1926, uppsatt 1928 | Hjalmar Branting | brons             | Flackstavägen 59.37251, 16.48283                          | Hjalmar Branting            |
| Kalle Nämdeman                                       | Marita Norin       | 1983               |                  | gjutjärn          | Flackstavägen 59.37259, 16.48236                          | Kalle Nämdeman              |
| Pan                                                  | Knut Erik Lindberg | 1948               |                  | stengöt           | Flackstavägen 59.37228, 16.48216                          | Pan                         |
| Nämndeman Per Albin Hansson                          | Emil Näsvall       | 1950               |                  | byst - granit     | Flackstavägen 59.37201, 16.48281                          | Nämndeman Per Albin Hansson |
| Jazzgossen                                           | Allan Ebeling      | 1950               |                  | plåt              | Teaterbyggnaden, Flackstavägen 59.37196, 16.4826          | Jazzgossen                  |
| Teaterflickan                                        | Lennart Källström  | 1955               |                  | brons             | Flackstavägen 59.37195, 16.48172                          | Teaterflickan               |
| Våren                                                | Gunnar Nilsson     | 1950               |                  | stengöt           | Flackstavägen 59.37154, 16.48253                          | Våren                       |
| Rådjurskid                                           | Arvid Knöppel      | 1960               |                  | brons             | Flackstavägen 59.37145, 16.48261                          | Rådjurskid                  |
| Regnbåge                                             | Lars Hofsjö        | 1931               |                  | blandade material | Flackstavägen 59.37165, 16.48121                          | Regnbåge                    |
| Gasell                                               | Berthe Martinie    | 1955               |                  | brons             | Vid den asiatiska delen, Flackstavägen 59.37086, 16.48195 | Gasell                      |
| Pojken och äventyret                                 | Einar Luterkort    | 1955               |                  | gjutjärn          | Flamingorabatten, Flackstavägen 59.36955, 16.48201        | Pojken och äventyret        |

## Torshälla
| Titel                   | Konstnär(er)                     | Årtal | Beskrivning                    | Typ - material                 | Plats Koordinater                                 | Bild                    |
| ----------------------- | -------------------------------- | ----- | ------------------------------ | ------------------------------ | ------------------------------------------------- | ----------------------- |
| Saxofonisten            | Allan Ebeling                    | 1964  |                                | plåt                           | Holmbergsparken 59.41955, 16.47127                | Saxofonisten            |
| Vattenbärerskan         | Allan Ebeling                    | 1967  |                                | rostfritt stål                 | Östra torget 59.42026, 16.47513                   | Vattenbärerskan         |
| Carl Michael Bellman    | Okänd                            | 1919  | Byst över Carl Michael Bellman | byst - brons                   | Holmberget 59.41959, 16.47205                     | Carl Michael Bellman    |
| Georg Nyström           | Albin Helldén                    | 1911  | Byst över Georg Nyström        | byst - zink                    | Holmberget 59.41967, 16.47216                     | Georg Nyström           |
| Carl von Linné          | Albin Helldén                    | 1907  | Byst över Carl von Linné       | byst - zink                    | Holmberget 59.41914, 16.47215                     | Carl von Linné          |
| Stadens historia        | Kurt Landgren Maj-Britt Landgren | 1976  |                                | staket i smide och plåt - järn | Restaurang Holmberget 59.41951, 16.47172          | Stadens historia        |
| Morfogenes              | Bo Englund                       |       |                                | järn - skulpturgrupp           | Holmberget 59.41978, 16.4716                      | Morfogenes              |
| Jazzkapellet            | Allan Ebeling                    | 1964  |                                | rostfritt stål                 | Holmberget 59.41876, 16.47148                     | Jazzkapellet            |
| Tors bockar             | Allan Ebeling                    | 1960  |                                | gjutjärn                       | Torshällaån, nedanför Holmberget 59.42048, 16.471 | Tors bockar             |
| Järnhantverk & jordbruk | Allan Ebeling                    | 1977  |                                | plåt                           | Brogatan 22 59.42071, 16.47172                    | Järnhantverk & jordbruk |
| Damen med hunden        | Sven Lundqvist                   | 2001  |                                | kalksten                       | Kvarnen, Storgatan 26 59.42125, 16.47053          | Damen med hunden        |
| Yin-Yang                | Arne Jones                       | 1967  |                                | brons                          | Rådhustorget 59.42189, 16.4697                    | Yin-Yang                |

## Sundbyholm
| Titel     | Konstnär(er)     | Årtal | Beskrivning                                           | Typ - material   | Plats Koordinater                                  | Bild      |
| --------- | ---------------- | ----- | ----------------------------------------------------- | ---------------- | -------------------------------------------------- | --------- |
| Maj       | Emil Näsvall     | 1951  | Konstverket Maj finns även på fler platser i Sverige. | brons            | Sundbyholms slott, slottsparken 59.44802, 16.62463 | Maj       |
| Odens öga | Lars G Holmqvist | 1967  |                                                       | relief - keramik | Sundbyholms kursgård 59.4461, 16.62425             | Odens öga |
| Prinsen   | Sven Lundqvist   | 2003  | Verket föreställer en målande Prins Eugen.            | brons            | Sundbyholms slott 59.44728, 16.62288               | Prinsen   |

## Tidigare utplacerade konstverk
Nedan följer en lista på konstverk som tidigare varit utplacerade men nu är i förvar, förstörda eller försvunna.
| Titel            | Konstnär(er)                    | Årtal | Beskrivning | Typ - material | Tidigare plats Koordinater                      | Bild    |
| ---------------- | ------------------------------- | ----- | ----------- | -------------- | ----------------------------------------------- | ------- |
| Gosse med amfora | David Wretling                  | 1942  |             | stengöt        | Stadshusets gård, Nygatan 59.36985, 16.51285    |         |
| Draklek          | Hans Lindh (konstnär)Hans Lindh | 1992  |             | målning        | Lagersberg, Assessorsgatan 3 59.35594, 16.48215 | Draklek |